# فيديريكو جيل (لاعب رماية)
فيديريكو جيل (بالإسبانية: Federico Gil)‏ هو لاعب رماية أرجنتيني، ولد في 29 أبريل 1988.

## وصلات خارجية
- فيديريكو جيل على موقع أوليمبيديا (الإنجليزية)
- فيديريكو جيل على موقع اللجنة الأولمبية الأرجنتينية (الإسبانية)